# Рамацио (Бјела)
Рамацио је насеље у Италији у округу Бијела, региону Пијемонт.
Према процени из 2011. у насељу је живело 8 становника. Насеље се налази на надморској висини од 475 м.